# Maksim Barsov
Maksim Borisovič Barsov (in russo Максим Борисович Барсов?; Tver', 29 aprile 1993) è un calciatore russo, attaccante del Medialiga.

## Carriera

### Club
Ha giocato nella prima divisione russa.

### Nazionale
Ha giocato nella nazionale russa Under-17.

## Statistiche

### Presenze e reti nei club
Statistiche aggiornate al 27 luglio 2021.
| Stagione                | Squadra                 | Campionato              | Campionato | Campionato | Coppe nazionali | Coppe nazionali | Coppe nazionali | Coppe continentali | Coppe continentali | Coppe continentali | Altre coppe | Altre coppe | Altre coppe | Totale | Totale |
| Stagione                | Squadra                 | Comp                    | Pres       | Reti       | Comp            | Pres            | Reti            | Comp               | Pres               | Reti               | Comp        | Pres        | Reti        | Pres   | Reti   |
| ----------------------- | ----------------------- | ----------------------- | ---------- | ---------- | --------------- | --------------- | --------------- | ------------------ | ------------------ | ------------------ | ----------- | ----------- | ----------- | ------ | ------ |
| 2012-2013               | Volga Ul'janovsk        | 2D                      | 18         | 9          | CR              | 4               | 1               |                    | -                  | -                  |             | -           | -           | 22     | 10     |
| 2013-gen. 2014          | Kaluga                  | 2D                      | 13         | 2          | CR              | 0               | 0               |                    | -                  | -                  |             | -           | -           | 13     | 2      |
| gen.-giu. 2014          | Gazovik Orenburg        | 1D                      | 8          | 1          | CR              | -               | -               |                    | -                  | -                  |             | -           | -           | 8      | 1      |
| 2014-2015               | Gazovik Orenburg        | 1D                      | 5          | 1          | CR              | 1               | 0               |                    | -                  | -                  |             | -           | -           | 6      | 1      |
| Totale Gazovik Orenburg | Totale Gazovik Orenburg | Totale Gazovik Orenburg | 13         | 2          |                 | 1               | 0               |                    | -                  | -                  |             | -           | -           | 14     | 2      |
| 2015-2016               | KAMAZ                   | 1D                      | 31         | 1          | CR              | 1               | 0               |                    | -                  | -                  |             | -           | -           | 32     | 1      |
| 2016-2017               | Soljaris Mosca          | 2D                      | 23         | 15         | CR              | 1               | 0               |                    | -                  | -                  |             | -           | -           | 24     | 15     |
| 2017-2018               | Dinamo San Pietroburgo  | 1D                      | 36         | 5          | CR              | 3               | 1               |                    | -                  | -                  |             | -           | -           | 39     | 6      |
| 2018-2019               | Soči                    | 1D                      | 32         | 19         | CR              | 1               | 0               |                    | -                  | -                  |             | -           | -           | 33     | 19     |
| 2019-2020               | Soči                    | PL                      | 0          | 0          | CR              | 0               | 0               |                    | -                  | -                  |             | -           | -           | 0      | 0      |
| 2020-2021               | Soči                    | PL                      | 4          | 1          | CR              | 1               | 0               |                    | -                  | -                  |             | -           | -           | 5      | 1      |
| 2021-2022               | Soči                    | PL                      | 1          | 0          | CR              | 0               | 0               | UECL               | 1                  | 1                  |             | -           | -           | 2      | 1      |
| Totale Soči             | Totale Soči             | Totale Soči             | 37         | 20         |                 | 2               | 0               |                    | 1                  | 1                  |             | -           | -           | 40     | 21     |
| Totale carriera         | Totale carriera         | Totale carriera         | 171        | 54         |                 | 12              | 2               |                    | 1                  | 1                  |             | -           | -           | 184    | 57     |

## Palmarès

### Individuale
- Capocannoniere della Pervenstvo Futbol'noj Nacional'noj Ligi: 1

2018-2019 (19 reti)